# William Ferguson (Politiker)
William (Bill) Ferguson (* 24. Juli 1882 in Waddai, Darling Point, New South Wales, Australien; † 4. Januar 1950 in Dubbo, New South Wales) war ein politischer Führer der Aborigines, Gewerkschafter und Bürgerrechtler.

## Frühes Leben
Ferguson war das zweite von sieben Kindern des Schafscherers William Ferguson und seiner Frau Emily, die 1895 an Kindbettfieber starb. Seine Schulausbildung erhielt er an Warangesda-Missionsschule, ab 1896 arbeitete als Schafscherer, Arbeiter und Postbote im Riverina-Gebiet. Am 18. Februar 1911 heiratete er Margaret Mathieson Gowans und sie lebten in Santigo bei Narrandera. 1916 ließ er sich mit seiner Familie in Gulargambone nieder und 1933 in Dubbo.

## Politisches Leben
Politisch aktiv wurde er als Gewerkschafter der Schafscherer in der Australian Workers’ Union. Später war er lokaler Sekretär einer Parteigliederung der Australian Labor Party (ALP).
1937 war er Gründer der Aborigines Progressive Association (APA) in Dubbo. Mit William Cooper und John Patten und weiteren führenden Persönlichkeiten der Aborigines organisierte er den Day of Mourning im Jahr 1938 – den 150.-Jahrestag der Ankunft der First Fleet – unter der politischen Losung Aborigines Claim Citizen Rights!. Weitere fünf APA-Konferenzen organisierte er ab 1938. Er war Mitglied eines Aborigines Welfare Board, der sich den sozialen Belangen der Aborigines widmete, als die Regierung verfügte, dass zwei Aborigines in dem Vorstand vertreten sein mussten.
1949 unterstützte er die Labor-Regierung von Ben Chifley als Repräsentant der Australian Aborigines League und initiierte verschiedene Reformen. Mit dem ALP-Minister Herbert Johnson war er unterschiedlicher politischer Meinung, trat aus der Labor-Party aus und kandidierte als unabhängiger Kandidat für Lawson, erhielt aber zu wenig Stimmen.
Ferguson erlitt anlässlich seiner letzten Rede einen Herzinfarkt, an der er im Dubbo Base Hospital verstarb.